# José Ramón Granero
José Ramón Granero (Puerto San Julián, Santa Cruz, 17 de diciembre de 1948) es un político argentino. Fue gobernador de Santa Cruz entre 1990 y 1991. Se desempeñó como secretario de Programación para la Prevención de la Drogadicción y la Lucha contra el Narcotráfico (SEDRONAR), desde junio de 2004 hasta el 7 de diciembre de 2011, cuando presentó su renuncia formal tras ser desplazado del cargo por la presidenta Cristina Fernández de Kirchner. Su desplazamiento y posterior renuncia radicaron en su tenaz oposición a la despenalización de la tenencia de drogas para uso personal.

## Biografía
Es hijo de Ramón Granero, que fue intendente de la localidad santacruceña de Puerto San Julián entre 1963 y 1966.
Como candidato a vicegobernador, integró en 1987, con Ricardo Jaime Del Val, la fórmula del Partido Justicialista (PJ) que resultó vencedora en las elecciones de septiembre de 1987 en Santa Cruz. En esa época, Granero pertenecía al Movimiento de Integración y Desarrollo (MID).
Dos años más tarde, en 1989, el gobernador Del Val padeció una embolia cerebral y debió ser trasladado a Buenos Aires, por lo que Granero quedó a cargo de la gobernación. Lo hizo en un contexto de hiperinflación desatada durante el final del gobierno de Raúl Alfonsín, que hacía estragos en la coparticipación federal de impuestos y de una escalada en la cotización del dólar. Hacia 1990, con su salud notablemente desmejorada, el gobernador Del Val reasumió el cargo y tuvo que enfrentar no solo la compleja situación que atravesaba la provincia, sino también a la oposición. Entre los opositores se encontraban el diputado nacional Rafael Flores y el intendente de la capital, Río Gallegos, Néstor Kirchner, quienes buscaban suceder a Del Val en la gobernación y terminar con la hegemonía de su padrino político, el exgobernador Arturo Puricelli. 

### Gobernación
A fines de 1989, el gobernador Del Val padeció una embolia cerebral y debió ser trasladado a Buenos Aires, su salud se deterioró  lo que llevó a que el 31 se mayo de 1990 el vicegobernador José Ramón Granero asuma la gobernación cargo que ocupó entre 6 de julio de 1990 al 3 de marzo de 1991. 
En julio de 1990, Granero afrontaba una graves crisis, legada de su antecesor por la virtual cesación de pagos. La policía provincial se encontraba acuartelada durante la madrugada del 28, un grupo de policías irrumpió disparando con armas de fuego en el Salón Blanco de la Casa de Gobierno provincial.
Como titular de la Secretaría para la Prevención de la drogadicción (Sedronar), impulsó un proyecto para realizar controles antidopaje en las divisiones inferiores de los clubes de fútbol, Granero agregó que el proyecto necesita “la estructura jurídica y los mecanismos de financiamiento, porque hay clubes que no tienen los recursos para hacerlo”. Y agregó otro dato: “Detectamos en unidades terapéuticas que hay algunos chicos internados que vienen de clubes y divisiones inferiores”. El proyecto sería aprobado en mayo de 2005
La Secretaría creó el Observatorio Argentino de Drogas (OAD) que tiene como función básica el estudio y evaluación de la problemática del uso indebido de las drogas y el tráfico de estupefacientes. Supone también la existencia de un instrumento eficaz en la toma de decisiones por los responsables del Plan Federal de Prevención Integral de la Drogadicción y de Control del Tráfico Ilícito de Drogas.

### Años 2000
En julio de 2003, a poco de asumir la presidencia de la Nación, Néstor Kirchner firmó el decreto que autorizó la intervención por 180 días del Programa de Atención Médica Integral (PAMI), la obra social de los jubilados y pensionados, y nombró a Granero como subinterventor.
Fue designado titular de la Secretaría de Programación para la Prevención de la Drogadicción y la Lucha Contra el Narcotráfico (SEDRONAR), en junio de 2004. Granero renunció al cargo el 7 de diciembre de 2011, tras ser desplazado en la práctica y en el marco de un cambio en la orientación del organismo promovido por la presidenta Cristina Fernández de Kirchner. José Ramón Granero se opuso siempre a la despenalización de la tenencia de drogas para uso personal, diferencia que fue central para su desplazamiento y posterior renuncia.
José Ramón Granero desarrolló al frente de la sedronar cuatro ámbitos de programas preventivos: "Tenemos el ámbito familiar, el educativo, el laboral y el comunitario.

### Controversia
José Ramón Granero fue sobreseído por falta de mérito en 2013.